# Тяжёлая промышленность Приднестровской Молдавской Республики
Тяжёлая промышленность Приднестровской Молдавской Республики — группа отраслей промышленности экономики ПМР, изготавливающих преимущественно средства производства

## Чёрная металлургия
Передельная Чёрная металлургия (на основе переработки металлолома) составляет основу тяжёлой промышленности региона. Молдавский металлургический завод является крупнейшим экспортёром продукции из Приднестровской Молдавской Республики.

## Электроэнергетика
"Приднестровская Молдавская Республика полностью обеспечивает себя электроэнергией собственных электростанций и является экспортёром электроэнергии в страны СНГ и Дальнего Зарубежья. Восточные и Юго-Восточные электрические сети представлены кабельными сетями, воздушными линиями передач, кабельными линиями различной мощности и протяжённости"

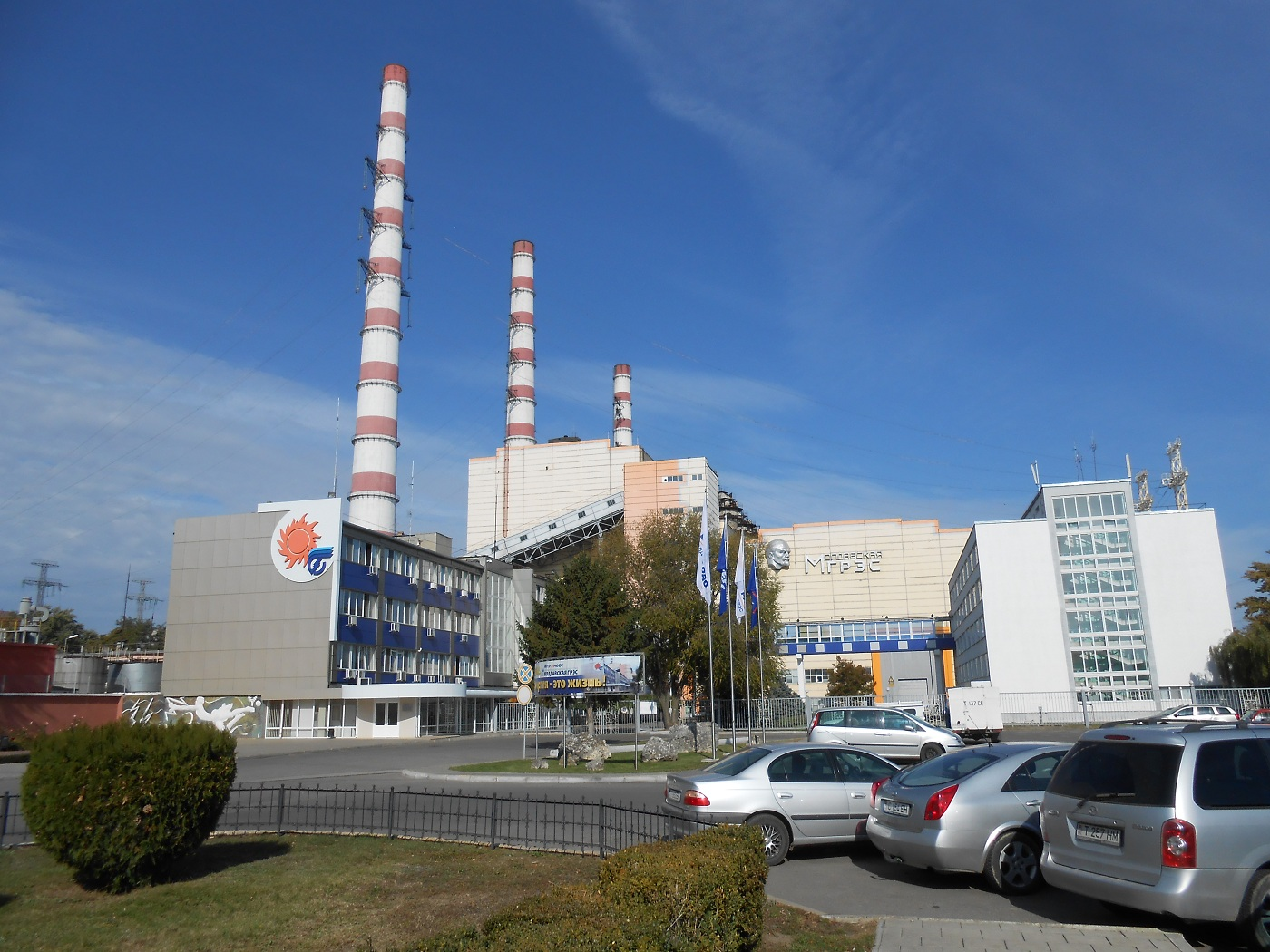
Молдавская ГРЭС

До распада СССР регион производил значительное количество электроэнергии, экспортируя её в Румынию, Болгарию и другие страны. Основу энергетики Приднестровья составляют Молдавская ГРЭС (город Днестровск) и Дубоссарская ГЭС (город Дубоссары).
В 2005 году ЗАО «Молдавская ГРЭС» было приватизировано и затем вошло в состав российской группы Интер РАО ЕЭС. Несмотря на резкое падение выработки электроэнергии с советских времён и проблемы с поставками в Приднестровье энергоносителей для ГРЭС, текущий владелец возобновил экспорт электроэнергии в Румынию и планирует наращивать объёмы производства.
Объём производства электроэнергии в 2007 году составил 826,2 млн приднестровских рублей, увеличившись с предыдущим годом на 67,1 %.
В 2010 году в Тирасполе были запущены сразу две когенерационные электростанции. На Тиротексе мощностью 8х4 МВт и на Котельной № 1 мощностью около 3 МВт.

## Электротехническое машиностроение, приборостроение
В Приднестровье работает ряд крупных заводов точного машиностроения и приборостроения.

### Предприятия российских собственниковВПК России

#### Бендерский машиностроительный завод
ЗАО «Российское предприятие Бендерский машиностроительный завод» (г.Бендеры), принадлежащий королёвскому ЗАО «АвиаМЗкомплект».

#### Молдавкабель
ЗАО «Молдавкабель» находится в городе Бендеры. Завод «Молдавкабель» — крупнейший в юго-восточной Европе производитель кабельно-проводниковой продукции. Он был основан в 1958 г. на базе механического завода «Укрметдревпрома» Молдавского СНХ. Эмальагрегаты в 1988 году установлены всемирно известной фирмы из государства Австрия. Более 80 % алюминиевых эмалированных проводов в СССР изготавливались на заводе «Молдавкабель». Ныне завод выпускает кабельную и проводниковую продукцию, десятки раз награждённую дипломами «Приднестровское качество»
ЗАО «Молдавкабель» (г.Бендеры) принадлежит петербургскому ОАО «Севкабель-Холдинг».

#### Прибор
Завод «Прибор» расположен в городе Бендеры. Завод производит наземные энерго- и газоперекачивающие установки, роторно-вихревые насосы, производит и ремонтирует специальное нестандартное оборудование и технологическую оснастку и инструмент, товары народного потребления.
С декабря 2003 года ГУП "Завод «Прибор» был приобретён российским ФГУП «ММПП „Салют“» за 625 тысяч долларов США, став первой собственностью РФ на территории ПМР.
На основе ГУП «Прибор» был образован ФГУП филиал "Завод «Прибор»). Государственная собственность Российской Федерации впервые появилась на территории Приднестровья именно с продажей «Прибора».

### Предприятия иных собственников

#### Электромаш
Завод «Электромаш» (г.Тирасполь) — предприятие по выпуску электродвигателей. 

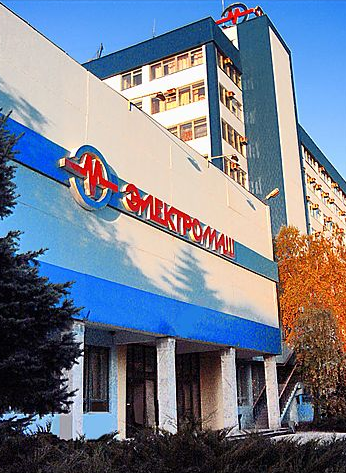

Завод получил название «Микродвигатель». В первые года своего существования завод выпускал номенклатуру электродвигателей взрывозащищённого исполнения. С 1961 года начат выпуск синхронных генераторов высокого напряжения. В сентябре 1961 года организовано СКБ. В 1963 году завод «Электродвигатель» и Тираспольский трансформаторный завод объединили в производственно-техническое объединение «Электромаш», расширилась номенклатура производства.
В 1970-е годы дополнительно к электродвигателям и генераторам в номенклатуры вводится производство управляющей аппаратуры и товаров народного потребления.

#### Литмаш
Завод «Литмаш» (г.Тирасполь) принадлежит управляющей киевской компании ООО «Литмаш-Комплект», Украина (владелец контрольного пакета акций).
В советское время при заводе «Литмаш» было открыто несколько научно-производственных объединений по вопросам технологий точного литейного машиностроения, и он стал головным предприятием СССР по выпуску машин и комплексов для кокильного и центробежного литья, а также для отливки изделий по выплавляемым моделям и в оболочковых формах, ведущим производителем и разработчиком оборудования для точного литья на территории СССР; на его территории завода были в 1988—1990 годах созданы одни из первых Совместных Предприятий (СП) в истории СССР (советско-итальянское «Тирпа» по производству пресс-форм для обуви, затем «Тэбове» и «Рида»).
Литейное производство: Литьё, обработка металлов давлением, механическая обработка, сварка давлением. Литейное производство оснащено оборудованием для литья в формы из холодно-твердеющих смесей (ХТС-фуран)производства Великобритании; установлены индукционные печи фирмы Indemak. Контроль качества металла отливок осуществляется спектрометром Foundrymaster.
Производство в состоянии под заказ клинета выпускать машины литья под давлением 711А08, буровые станки СБШ-250 (и запасные части к ним), насосы большой мощности и т. д.

#### Тираспольский электроаппаратный завод
ЗАО «Тираспольский электроаппаратный завод» с 1983 года решением Министерства электротехнической промышленности СССР был специализирован на выпуске автоматических выключателей до 63А. Это укрепило его позиции как лидера и основного производителя изделий данного класса по лицензии итальянской фирмы «Electrocondutture» (в 1985 году выпуск автоматических выключателей АЕ 1031 возрос до 5 миллионов штук в год).
Продукция предприятия отправлялась во все союзные республики. На предприятиях бывшего СССР едва ли можно было найти какой-либо электрифицированный объект, чтобы в нём не использовались автоматические выключатели Тираспольского аппаратного завода. Экспорт по состоянию на 1990-й год осуществлялся в 44 государства мира.
В приднестровское время в 1997 году на предприятии были выпущены автоматические выключатели типа ВА 66-29 европейского стандарта (МЭК 898), которые с нуля были разработаны самостоятельно специалистами завода.

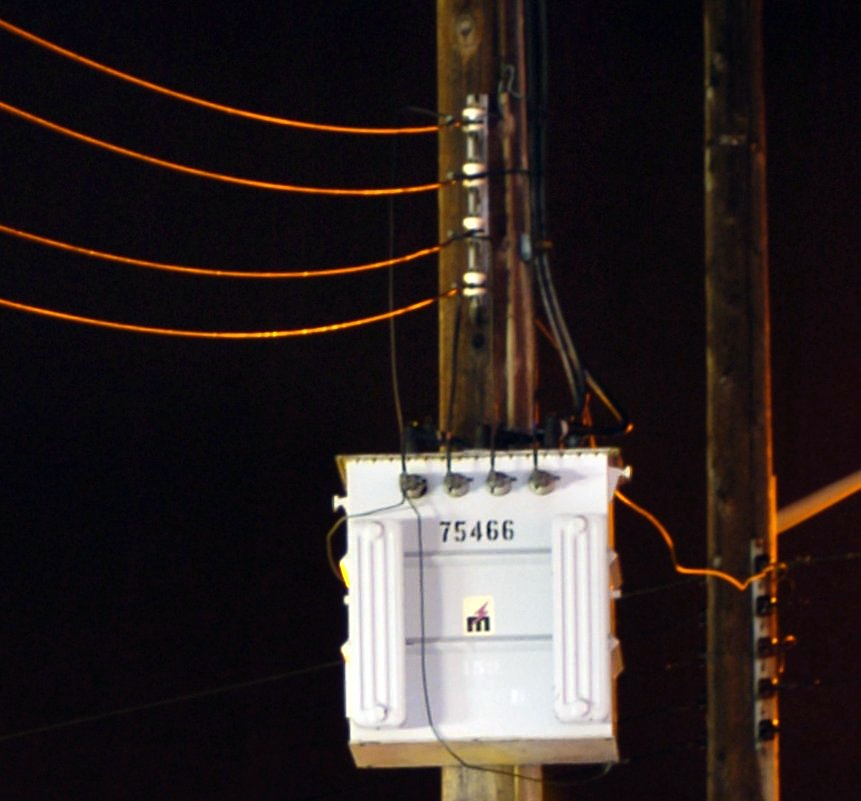
Трансформатор на линии электропередач

В настоящее время ЗАО «Тираспольский электроаппаратный завод» закрыт, оборудование распродано.

#### Бендерский завод Электроаппаратура
ОАО "Бендерский завод «Электроаппаратура» находится в городе Бендеры. Изначально завод создавался, как специализированное предприятие, ориентированное на выпуск электротехнической продукции (токоприёмники (ТК, ТКН), троллеедержатели (ДТ, ДТН, Д), блоки резисторов (КФ) для нужд кранового электрооборудования).
В 1974 году при заводе был создан филиал ВНИПТИ ПО «Динамо» (Москва), преобразованный затем в научно-производственное предприятие «Электрические аппараты» для создания изделий технического уровня, соответствующего мировому уровню.
Затем произошла ориентация производства на выпуск кранового и тягового электрооборудования, освоил производство изделий для крупного трансформаторостроения. Началось производство комплектующего электрооборудования:
- для кранов и подъёмно-транспортных механизмов (лебедки, транспортеры, буровые вышки),
- для большегрузных автомобилей, трансформаторов большой мощности, тепловозов, троллейбусов, трамваев, вагонов метро.

#### ЗАО «Электрофарфор»
Завод ЗАО «Электрофарфор» расположен в городе Бендеры).
Завод производит:
- электрокерамические термостойкие кордиеритовые изоляторы (напряжением до 1000 В, с температурой эксплуатации до 1200 градусов по Цельсию) для изоляции промышленных и бытовых электроприборов[26],
- предохранители, электровыключатели различных модификаций, чехлы термопар, электропечи[27],
- товары народного потребления: фарфоровые и гончарные изделия.

Основными заказчиками продукции ЗАО «Электрофарфор» являются предприятия России, Украины, Грузии и ПМР.

#### Тираспольский завод металлолитографии
Крупное предприятие по производству металлолитиевых плат (для нужд ВПК СССР и сопутствующих отраслей) в городе Тирасполь. Государственное предприятие ПМР (выставлен на торги). С началом экономической блокады 2006 года подавляющая часть производственных мощностей завода металлолитографии простаивает, как и простаивал завод в 2000—2005 годах, и частично в 90-х. Производственные мощности законсервированы и сохранены. Основными заказчиками были предприятия России, Украины и Республики Молдовы.
Часть цехов предприятия не останавливались и запущены на производство бытового металлического ширптореба: металлические крышки, жестяные консервные банки, всевозмсожные изделия из жести, кронен-пробки, осуществляет литографирование жести на заказ.

#### Рыбницкий Насосный завод
Предприятие-гигант (литейный, механический, инструментальный, сборочный, механический цеха, а также конструкторское и техническое бюро) в городе Рыбница. Государственное предприятие ПМР (выставлен на торги). С началом экономического кризиса в России 1998 года, завод простаивает. Основная продукция, на которую был ориентирован завод по советскому проекту, — это насосы для автомобиля КАМАЗ. Автоконцерн с распадом СССР нашёл производителей в других государствах. Производственные мощности для производства данного вида продукции регулярно обслуживаются, законсервированы и сохранены.
Завод в 80-90-х годах XX века серийно выпускал насосы нового поколения:
- СММ (моноблок), СД (сточно-динамические), СДП (полупогружные),
- СДД (насос-дробилка), СДВ (вертикальные), АНС (самовсасывающие).
- 2СМ (Канализационная насосная станция|сточно-масные), СМ, СМС (сточно-масные свободновихревые).

В настоящее время завод закрыт, недвижимость, оборудование и материалы распродаются.

#### Остальные заводы тяжёлого машиностроения и приборостроения ПМР
Остальные заводы тяжёлого машиностроения и приборостроения ПМР ныне, в большинстве своём, из-за трудностей экономической блокады (и отсутствием должного количества производственных заказов из-за рубежей и внутри ПМР):
- либо используются не по целевому назначению (как правило, торговому), то есть сдают свои площади в аренду, либо оборудование — в финансовый лизинг,
- либо загружены на 3-5 % производственных мощностей и ожидают своего нового владельца (выставлены на торги)[32],
- либо имеют сравнительно малые производственные обороты, даже с учётом применения современных нанотехнологий[33].

## Группа отраслей промышленности ПМР, тяготеющих к тяжёлой промышленности

### Химическое машиностроение
Крупнейшим представителем данного направления деятельности (находящихся между химической промышленностью и машиностроением) в ПМР является ЗАО «Завод „Молдавизолит“» (входит в состав холдинга «Шериф»), действуют и другие заводы данного направления.
"ЗАО "Завод «Молдавизолит»" - производитель и поставщик широкого спектра фольгированных материалов для печатных плат, электротехнических электроизоляционных материалов (стеклотекстолиты, текстолиты, гетинаксы), текстолитовых и стеклотекстолитовых трубок и стержней, диэлектриков СВЧ-диапазона, композиционных материалов на основе полимерных плёнок, картона и стеклоткани (пленкоэлектрокартон, изофлекс 191, имидофлекс 292), пропитанных наполнителей (препреги), электроизоляционных лаков, смол, эмалей и компаундов."

### Промышленность инфраструктурных услуг
В ПМР всесторонне развит комплекс отраслей экономики, обеспечивающий функционирование инженерной инфраструктуры различных зданий в населённых пунктах, создающий удобства и комфортабельность проживания и нахождения в них людей путём предоставления им широкого спектра услуг. Включает в себя также объекты социальной инфраструктуры для обслуживания жителей.
Много предприятий (в основном государственных или муниципальных) обслуживает жилищно-коммунальное хозяйство, электроснабжение, теплоснабжение, водоснабжение жителей ПМР.
Главные из них:
- ООО «Тираспольтрансгаз-Приднестровье»[36] (с филиалами во всех городах ПМР), обеспечивающий транзит российского газа на Балканы и газоснабжение городов ПМР и всех без исключения сёл ПМР (магистральные газопроводы и газопроводы предприятий российских собственников принадлежат РАО «Газпром» (РФ)[37], внутренние районные и городские газопроводы принадлежат Правительству ПМР). На левом берегу Днестра неподключёнными к центральному газоснабжению ПМР остались находящихся в фактическом управлении их хозяйственной жизни администрацией Дубэсарского района (в изгнании) Республики Молдовы, неподконтрольные ПМР левобережные сёла Маловаты, Кучиеры, Погребы, Кошница, Пырыта, так как администрация Дубэсарского района Республики Молдовы (в изгнании), отказывается заключать договора на газоснабжение с непризнаваемыми ими юридическими лицами ПМР.

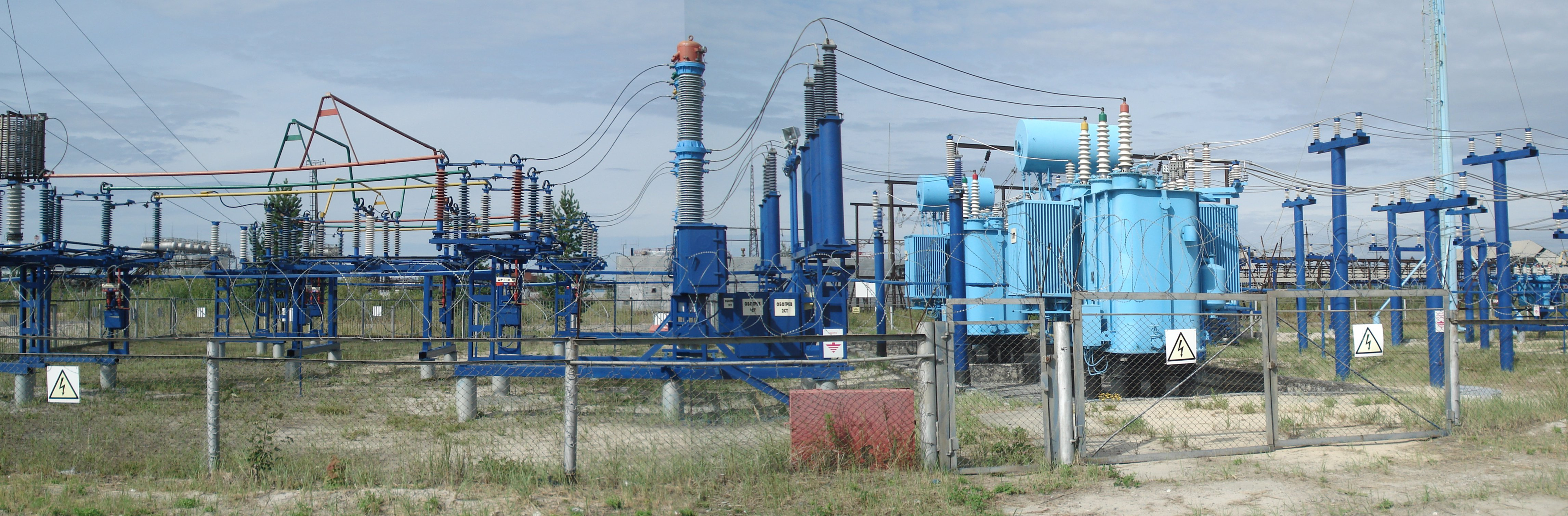
Электроподстанция

- Электроподстанция ГУП «Единые распределительные электрические сети (ЕРЭС)»[38].

Государственное унитарное предприятие ЕРЭС (собственник — Правительство ПМР) обеспечивают работу электроподстанций и трансформаторов, передачу электроэнергии по линиям электропередач 220 Вольт с помощью своих филиалов — районных электрических сетей (РЭС) во всех городах ПМР) и ГУП "ГК «Днестрэнерго» (г. Днестровск, с филиалом в г. Дубоссары, обслуживающим высоковольтные линии электропередач. Проблемными остаются левобережные сёла, находящихся в фактическом управлении их хозяйственной жизнью администрацией Дубэсарского района (в изгнании) Республики Молдовы (Маловаты, Кучиеры, Погребы, Кошница, Пырыта). Они обеспечиваются обслуживающими бригадами Республики Молдовы:
- - то по системе валютных или леевых закупок электроэнергии Республикой Молдовой для их электроснабжения у приднестровской Дубоссарской ГЭС[39],
  - то с помощью передвижных дизельных генераторов из Республики Молдовы, если администрация Дубэсарского района (в изгнании) Республики Молдовы не успеет вовремя заплатить за электроэнергию Дубоссарской ГЭС Приднестровской Молдавской Республике[40].
- Государственное ГУП «Водоснабжение и Водоотведение»[41] (с филиалами во всех городах ПМР), обеспечивающим водоснабжение городов, пгт и пригородных сёл ПМР (прокладка, техническое обслуживание и ремонт водопроводных коммуникаций) и работу канализационной сети, водоканалов, насосов и сельских водонапорных башен;
- Государственные МГУП «Тирастеплоэнерго»[42] (с филиалами в городах Тирасполь, Слободзея, Дубоссары, Григориополь, Рыбница, Каменка) и МУП «Бендерытеплоэнерго»[43]. Оба предприятия отвечают за работу котелен, «горячих труб» трубопроводных линий городов, пгт и пригородных сёл ПМР (прокладка, техническое обслуживание и ремонт) и т. д. Первое отвечает за теплоснабжение левобережья Днестра; а также правобережного пригорода Тирасполя — приднестровского села Кицканы. Второе (муниципальное унитарное предприятие ПМР «Бендерытеплоэнерго») отвечает за теплоснабжение правобережной части ПМР (г. Бендеры с пригородным селом Гыска).